# ميكانيكا إلكترونية

الميكانيكا الإلكترونية

الميكانيكا الإلكترونية أو الميكاترونكس (بالإنجليزية: Mechatronics)‏ مصطلح يستعمل للدلالة على حقل هندسي واسع ومتشعب جداً، وهذا الحقل الهندسي يجمع بين الهندسة الميكانيكية، والهندسة الكهربائية، وهندسة الحاسوب وهندسة الإلكترونيات، ويتطور هذا التخصص بصورة مذهلة من يوم إلى آخر. هذا المجال من الهندسة يتضمن تصميم أي منتج (product) يعتمد عمله على دمج أنظمة ميكانيكية وإلكترونية، إذ يقوم بدور المنسق فيما بينها ووضع منظومة تحكم (control system) لها.
ويُعرّف المعيار NF الفرنسي تحت الرقم E 01-010 الميكاترونكس على النحو التالي: «النهج الذي يهدف إلى التكامل المستمر للميكانيكا والإلكترونيات ونظرية التحكم، وعلوم الحاسب الآلي في تصميم المنتجات والصناعات التحويلية، من أجل تحسينه و/ أو تحسين وظائفه».

## تاريخها
ظهرت كلمة ميكاترونكس لأول مرة في اليابان في أواخر الستينات، واستعملت بعدها في أوروبا قبل أن تنتشر في كل أنحاء العالم.
وقد صيغ مصطلح الميكاترونيكس من قبل مهندس ياباني من شركة ياساكوا الكهربائية عام 1969م للإشارة إلى استخدام الإلكترونيات في التحكم الميكانيكي (أي، «ميكا» من الهندسة الميكانيكية و«ترونكس» من الهندسة الكهربائية أو الإلكترونية)
وتصميم أية منظومة ميكاترونية يتطلب هندسة الميكانيكا، والإلكترونيات، والتحكم (control)، وهندسة الكومبيوتر بشكل أساسي. فمهندس الميكاترونكس يجب أن يكون قادرا على تصميم واستعمال الدارات الإلكترونية التماثلي والرقمي (Analog and digital circuits)، والمعالج الدقيق (microprocessors)، والآلات الميكانيكية، وحساسات (مجسات) (sensors)، ومحركات (actuators)، وأنظمة التحكم، كي يكون قادرا على الوصول إلى الأهداف المرجوة من تصميمه.
المنظومات الميكاترونية تدعى أحيانا بالأجهزة الذكية، لأنها يفترض أن تحاكي طريقة التفكير البشري.
اليوم، دخلت الميكاترونكس إلى كل الأجهزة تقريبا. فهي ليست مختصة بالروبوتات أو المصانع فقط. مثلا نجدها في الطيار الالي؛ ونجد هذا واضحا في طيارة إيرباص Air Bus A380 الجديدة،
إن الميكاترونيكس هي المستقبل بعينه، وهي كما قال دافور هاروفات متخصص فني في معمل فورد للبحوث: «إن الميكاترونيكس هي خليط من التكنولوجيا والأساليب، فهما يساعدانا في الحصول على منتج أفضل»، كما في بخاخ السيارة الإلكتروني (electronic fuel injection system)، ومكابح الـ ABS في السيارات، وفي الأدوات المنزلية كالغسالة الاوتوماتيكيه وحتى بعض ألعاب الأطفال.

## الوصف
يُوّحد مهندسُ الميكاترونيكس مبادئ الميكانيكا والإلكترونيات والحوسبة لإنشاء نظام أبسط وأكثر اقتصاداً وموثوق به. وتتركز الميكاترونيك في الميكانيكا والإلكترونيات، والحوسبة، وهندسة التحكم، والهندسة الجزيئية (من نانوكيميائي والبيولوجيا)، والهندسة الضوئية، جنبا إلى جنب، وجعل من الممكن توليد أبسط وانظم وأكثر اقتصادا، وموثوقية وتنوعا. وحقيبة سفر «الميكاترونيك» التي صيغت من قبل موري تيتسورو، وكبار المهندسين من ياسكاوا الشركة اليابانية في عام 1969. الروبوت الصناعي هو مثال ساطع على نظام الميكاترونيكس، بل يشمل جوانب الإلكترونيات والميكانيكا والحوسبة والقيام به يوما بعد يوم فرص العمل.
علم التحكم الآلي للهندسة يتناول مسألة هندسة التحكم لنظم الميكاترونيكس. يتم استخدامه لمراقبة أو تنظيم مثل هذا النظام (انظر نظرية التحكم). من خلال التعاون، وحدات الميكاترونيكس تنفيذ أهداف الإنتاج والتصنيع المرنة ترث خصائص ومرونة في نظام الإنتاج. معدات الإنتاج الحديثة تتكون من وحدات الميكاترونيكس التي تتكامل وفقا لبنية السيطرة. بنى التحكم الأكثر شهرة تشمل: تحكم التسلسل الهرمي، التحكم متعدد البنية، التحكم المتشعب البنية والتحكم الهجين. إن الأساليب التي تتخذ لتحقيق الفعالية التقنية يمكن أن توصف بـ«خوارزميات التحكم»، والتي يمكن استخدام الطرق المنهجية أو غيرها لتصميم هذه الخوارزميات. أهمية الأنظمة الهجينة بالنسبة للميكاترونيكس تشمل: أنظمة الإنتاج، محُركات الطاقة الهجينة، روبوتات استكشاف الفضاء، النظم الفرعية في السيارات مثل أنظمة الكبح المانع للانغلاق ومساعدات الدوران، والمعدات اليومية مثل ضبط العدسة التلقائي للكاميرات، كاميرات الفيديو، والأقراص الصلبة ومشغلات CD.
نظام الميكاترونكس ليس مجرد نظام تحكم بين الأجهزة الكهربائية والميكانيكية، بل هو التكامل التام بين جميع هذه الأنظمة، حيث إن هناك نهجا متزامنا للتصميم، وقد ازداد الاعتماد على هذا النهج المتكامل متعدد التخصصات في التصميمات الهندسية، وهذا التكامل عبر الحدود التقليدية للهندسة الميكانيكية والهندسة الكهربائية والإلكترونيات وهندسة التحكم، يجب أن يحدثَ في المراحل الأولى من عملية التصميم إذا ما تم تطوير أنظمة أقل تكلفة وأكثر موثوقية وأكثر مرونة. ويجب على نظام الميكاترونكس أن ينطوي على نهج متزامن لهذه التخصصات بدلاً من نهج متسلسل للتطوير، فنقول على سبيل المثال: الجزء الميكانيكي ثم الجزء الكهربائي ثم الجزء المعالج. وهكذا فإن الميكاترونكس عبارة عن فلسفة للتصميم، وهو نهج متكامل للهندسة.
تجمع الميكاترونكس مجالات التكنولوجيا التي تشمل على أجهزة الاستشعار (Sensors) وأنظمة القياس (Measurement systems)، وأنظمة الدفع والتشغيل (Drive and Actuation systems)، وأنظمة المعالجات الدقيقة (Microprocessor systems)، جنباً إلى جنب مع تحليل سلوك النظم وأنظمة التحكم (Control systems).

## المُحتوى العلمي
يدرس طلابُ الميكاترونيكس موادًا دراسية من مجالات علمية مختلفة و تشمل المجالات التالية:
- هندسة الحاسوب
- الهندسة الكهربائية
- الهندسة الإلكترونية
- هندسة التحكم الآلي
- الهندسة الميكانيكية
- الهندسة الضوئية
- علوم الروبوتات

## تطبيقاتها
من تطبيقات هندسة الميكاترونكس:
1. المتحكم المنطقي القابل للبرمجة (بالإنجليزية: (Programmable Logic Controller (PLC)‏.
2. التحكم الإشرافي واستحصال البيانات (بالإنجليزية: (Supervisory Control and Data Acquisition (SCADA)‏.
3. منظومة إدارة المباني (بالإنجليزية: (Building Management System (BMS)‏.
4. المحركات التي تتحرك بمقدار وزاويه معين (Servo-mechanics).
5. السيارات والهندسة، في تصميم النظم الفرعية مثل مكافحة قفل أنظمة الكبح
6. هندسة السيارات والمُعدّات الأوتوماتيكية في تصميم أنظمة الكبح المانع للانغلاق
7. أنظمة التحكّم بالحاسوب في الآلات التي تُدار بالحاسوب مثل آلات الفرز
8. هندسة الحاسوب، وتصميم آليات مثل أقراص الكمبيوتر
9. الأنظمة الخبيرة في تقنيات الذكاء الاصطناعي
10. الميكاترونكس كلغةٍ جديدة لتسيير المركبات
11. تقنيات أنظمة التحكّم والتشخيص الدقيق
12. أنظمة التصنيع المُعتمدة على الحاسوب
13. الأتمتة، وهي جزء من الروبوتيات
14. الأنظمة الديناميكية البنيوية
15. التصميم بُمساعدة الحاسب
16. أنظمة النقل والمُواصلات
17. تطبيقات الهواتف النقّآلة
18. أنظمة التصوير الطبي
19. البضائع الاستهلاكية
20. أنظمة الميكاترونكس
21. البضائع الصناعية
22. المُتحكّمات الدقيقة
23. الرؤية الآلية
24. التغليف

### صناعات السيارات
- تشخيص المركبات والرصد الصحي لها. فتستخدم أجهزة استشعار مختلفة للكشف عن البيئة المحيطة أو ظروف الطريق؛ وأجهزة استشعار لمراقبة سائل تبريد المحرك ودرجة حرارته وجودته؛ وضغط زيت المحرك ومستواه وجودته؛ وضغط الهواء في الإطارات؛ وضغط المكابح (الفرامل).
- استشعار الضغط ودرجة الحرارة في مواقع مختلفة من المحرك وأماكن توليد الطاقة بواسطة تحكم متنوع، مثل حساسات الضغط؛ تحليل والتحكم في غازات العادم؛ تحديد موقع العمود المرفقي (Crankshaft)؛ ضغط مضخة الوقود والتحكم في حقن الوقود؛ والتحكم في نقل الحركة والضغط.
- نظام وسادة الأمان الهوائية (Airbag safety deployment system). أجهزة استشعار قياس السرعة والعزم المثبتة على هيكل السيارة والتي تقيس تباطؤ سرعة السيارة على المحور السيني والصادي، التي تستطيع مساعدة الوسادة الهوائية على العمل.
- نظام منع انغلاق المكابح (الفرامل)(Anti-lock brake system)، نظام تثبيت السرعة. أجهزة استشعار الموقع لتسهيل نظام الفرامل؛ أجهزة استشعار الإزاحة والموقع في أنظمة التعليق (suspension systems).
- التحكم بالمقعد من أجل الراحة، من خلال مستشعرات الإزاحة والمحركات الصغيرة للتحكم في المقعد؛ وأجهزة استشعار من أجل التحكم بجودة الهواء (درجة الحرارة والرطوبة) وأجهزة استشعار من أجل الضباب الذي يتشكل على زجاج السيارة.

### صناعات الرعاية الصحية
- أنظمة التشخيص الطبية، الفحوصات غير الغازية مثل: الفحص بالأجهزة فوق الصوتية. محول ضغط الدم المستخدم لمرة واحدة؛ منظم ضغط الرحم الداخلي خلال الولادة.
- حساسات الضغط في مختلف الفحوصات التشخيصية. أنظمة السيطرة على السوائل الوريدية وتدفق الدواء؛ أجهزة استشعار الضغط على طرف أنبوب القسطرة.
- عمليات بالمنظار وعمليات تقويم العظام. أجهزة استشعار الضغط في الأوعية الدموية أثناء القسطرة؛  أجهزة التنفس؛ مقياس سعة أو قدرة استيعاب الرئة.
- ومنتجات أخرى مثل أدوات غسيل الكلى، أجهزة التصوير بالرنين المغناطيسي MRI.

### صناعات الطائرات
- نظام معدات الهبوط؛ معدات قمرة القيادة؛ أجهزة استشعار للزيت والوقود والانتقال؛ رصد سرعة الهواء؛ تحديد الارتفاع؛ أنظمة التحكم.
- كفاءة الوقود وأنظمة الأمان؛ التحكم بالدفع بوساطة أجهزة استشعار الضغط؛ كاشف تسرب المواد الكيميائية؛ أنظمة المراقبة والتحكم الحراري.
- نظام الملاحة بالقصور الذاتي؛ جهاز قياس تسارع؛ الألياف البصرية الجيروسكوبات للتوجيه والرصد.
- أنظمة الاتصالات والرادارات؛ نطاق التردد العالي؛ مفاتيح الترددات الراديوية منخفضة المقاومة؛ الأجهزة البصرية التي تستخدم الاتصالات الليزرية.

### صناعات المستهلك
- منتجات المستهلك مثل: التركيز التلقائي في الكاميرا، الفيديو، مشغل الأقراص المدمجة؛ المنتجات الإلكترونية الاستهلاكية؛ الغسالات، وغسالات الصحون، وغيرها من الأجهزة المنزلية.
- أنظمة الترفيه مثل: ألعاب الفيديو وغيرها.
- أنظمة دعم المنزل؛ أنظمة فتح أبواب المرآب التلقائية؛ أجهزة استشعار التدفئة والتهوية؛ وأنظمة تكيف المنزل؛ أنظمة أمان المنزل.
- الأنظمة والمنتجات الصناعية
- مراقبة عملية التصنيع والتحكم فيها؛ أدوات ال CNC الآلية؛ سرعة تشغيلية عالية ومتقدمة ومراقبة الجودة أيضاً؛ تشغيل ذكي وفحص الجودة عبر الإنترنت. مفاتيح ربط بشاشات رقمية تبين مقدار العزم، حفر وثقب بسرعات متغيرة وغيرها من الأدوات اليدوية.
- النماذج الأولية السريعة؛ توفير تكاليف التصنيع عن طريق إنشاء نماذج سريعة بواسطة التكامل بين ال CAD (computer aided design) وال CAM (computer aided manufacturing)) وأدوات النمذجة الأولية السريعة أيضاً.
- قيادة المركبات بشكل تلقائي، تطبيقات الفضاء؛ استخدام نظام تحديد الموقع التلقائي في مشاريع منظمة NASA; استخدام الأنظمة التلقائية في التحكم والرصد تحت الماء.

### تطبيقات أخرى
- الاتصالات السلكية واللاسلكية.
- الروبوتات الحيوية.
- مركبات التحليق المغناطيسي.
- الماسحات الضوئية وآلات النسخ وغيرها من المنتجات المكتبية

## التطبيقات الفعلية
بالنسبة لمعظم أنظمة الميكاترونيكس، القضية الرئيسية لم تعد كيفية تطبيق نظام تحكم من ناحية المبدأ، ولكن بأي طريقة يتم التحكم بالمحركات التي هي مصدر الطاقة الحركية. في مجال الميكاترونيكس، اثنين من التقنيات تستخدم أساسا لإنتاج الحركة وهي: محركات البيزو-إلكتريك، والمحركات الكهرومغناطيسية. وربما أكثر أنظمة الميكاترونيكس شهرةً هو نظام التحكم في ضبط العدسة للكاميرا أو الأنظمة المضادة للاهتزاز في الكاميرات.
فيما يخص الطاقة، فإن أغلب التطبيقات تستخدم البطاريات. لكن اتجاهاً جديداً بدأ بالوصول وهو مبدأ الاعتماد على تجميع الطاقة، مما يتيح التحويل إلى الطاقة الكهربائية من أنواع الطاقة الأخرى كالطاقة الميكانيكية من الاهتزاز والصدمات، أو الطاقة الحرارية من التباين الحراري، إلخ.

## الميادين البديلة
يُعتبر مجالُ الميكاترونيكس الحيوية مجالًا جديدًا نشئ في حقل الميكاترونيكس، ويهدف إلى دمج أجزاء ميكانيكية ضمن إنسان، عادة بشكل آلة صغيرة مثل هيكل خارجي. كثيراً ما حددت هذه الهيئة في الخيال العلمي باعتبارها سايبورغ. هذا هو نسخة الأدوات الإلكترونية في الحياة الواقعية.
مجال آخر ناشئ هو التصميم المركزي الإلكتروني ECAD/MCAD التصميم المشارك (التصميم الإلكتروني/الميكانيكي بمساعدة الحاسوب). يكونُ النظامُ إلكترونيًا، عندما يحدثُ الاندماج والتصميم المُشارك بين فريق التصميم وأدوات التصميم لنظامٍ مركزيٍ إلكتروني من جهة، وفريق التصميم وأدوات التصميم لهذه الأنظمة، بشكلٍ فيزيائي/ميكانيكي.